# Грынгазов, Владимир Иванович
Влади́мир Ива́нович Грынга́зов (22 марта 1957, Барнаул — ноябрь 1998) — советский и российский футболист, вратарь.

## Карьера
В 1974 году Грынгазов играл в «Кубани» и «Калитве». За краснодарский клуб не сыграл ни одного матча, а в «Калитве» защищал ворота во второй лиге. С 1975 по 1980 год играл в барнаульском «Динамо». Во второй лиге провёл 143 матча и пропустил 139 голов. Летом 1981 был приглашён в московское «Динамо». 18 июля сыграл свой единственный матч в чемпионате СССР против «Кубани», заменив на 76-й минуте Николая Гонтаря. Вернувшись в Барнаул, в 1982 году сыграл 19 матчей, пропустив 20 мячей. С 1983 по 1986 играл в «Торпедо» из Рубцовска, в сезонах 1985 и 1986 признавался лучшим вратарём РСФСР, а с 1987 по 1989 вновь играл в «Динамо». В 1990 Грынгазов провёл сезон во второй низшей лиге в «Булате». В 1991 и 1992 годах играл в узбекских командах низших лиг, затем в 1992 и 1993 в российских. В 1994 году вернулся в Барнаул, отыграл 8 матчей во второй лиге и завершил карьеру, став в «Динамо» помощником тренера. В 1997 был вновь заявлен за клуб как игрок, но на поле не выходил.
В ноябре 1998 пропал без вести.